# Il mio primo bacio
Il mio primo bacio (My Girl 2) è un film del 1994 diretto da Howard Zieff.
La pellicola è il seguito del film del 1991 Papà, ho trovato un amico.

## Trama
Pennsylvania, 1974. Leda è ora adolescente e sta per avere un fratellino dal padre Harry e dalla matrigna Shelly. Quando a scuola le viene assegnato di scrivere un saggio su una persona importante che non ha mai conosciuto, decide di dedicare il suo compito alla madre, ex artista itinerante morta dandola alla luce.
Per indagare sul suo passato, Leda parte allora per la California, dove viene ospitata per cinque giorni da suo zio Phil, che dirige un’officina insieme alla compagna Rose. Accompagnata da Nick, il figlio di Rose inizialmente scontroso con lei, Leda inizia a indagare sul passato della madre, interrogando i suoi vecchi compagni di scuola ritrovati grazie a un annuario scolastico. Le sue prime scoperte sono piuttosto amare, tanto da apprendere che sua madre era stata sposata prima di conoscere Harry, che teme quindi non essere il suo vero padre. Tuttavia, sarà proprio l’ex marito di sua madre Jeffrey a indurre Leda a rivalutarla, il quale, una volta rintracciato, le regala un video su pellicola dei preparativi per uno spettacolo a cui ha partecipato sua madre e altre registrazioni, in cui lei si esibisce in una canzone, oltre a rassicurarla sul fatto che la loro relazione era durata poco e che suo padre non è lui.
Felice per aver trovato molte informazioni su sua madre, Leda torna a casa, non prima di aver indotto Phil a chiedere finalmente a Rose di sposarlo e di essersi scambiata un tenero bacio appassionato con Nick. Arriverà giusto in tempo per veder nascere il suo nuovo fratellino.

## Edizione italiana
Il nome della protagonista, in originale Vada, in questo film è stato variato con Leda a differenza della prima pellicola, dove venne tradotto con Vera.